# Bombardement de Stralsund
Le bombardement de Stralsund est une attaque aérienne qui a eu lieu le 6 octobre 1944 à Stralsund dans le nord de l'Allemagne de la part de l'aviation américaine, pendant la Seconde Guerre mondiale. Cette attaque a fait environ huit cents victimes et détruit une partie de la ville.

## Avant le 6 octobre
Des attaques sporadiques ont lieu avant le 6 octobre 1944 qui s'effectuent dans le cadre d'actions menées contre Swinemünde, Stettin ou Usedom. Ainsi le 21 mai 1944 des bombes tombent aux environs de la Kniepertor et détruisent deux villas, sans faire de victimes. Une partie des lignes ferroviaires devant la gare principale est détruite par une attaque aérienne, le 18 juin 1944, ainsi que l'usine de sucre. Six maisons sont détruites le 20 juin 1944 dans le centre-ville autour de la Kleinschmiedstraße, mais la plupart des bombes tombent dans le Strelasund.

## L'attaque du 6 octobre
Les 379e et 381e Bomber Groups américains reçoivent l'ordre de bombarder l'usine d'essence synthétique de Pölitz, mais le mauvais temps oblige les cent-dix forteresses volantes B-17 à changer de cible vers la vieille ville hanséatique de Peenemünde.
La surveillance aérienne de Stralsund remarque vers dix heures du matin que des avions ennemis venant de la mer du Nord se rapprochent. Les sirènes d'alarme commencent à se mettre en marche à midi moins cinq, le danger venant du sud-est. Les bombardiers survolent l'île de Rügen et en haut de la ville de Bergen vingt avions se séparent du reste. Quatre bombes sont lancées sur Stralsund.
C'est à midi et demi que frappe la première des trois vagues d'attaque. La ville, qui était considérée par les autorités militaires du Reich comme d'importance non significative, n'a qu'une défense anti-aérienne faible qui est incapable d'atteindre les bombardiers. La première vague détruit la centrale électrique et l'établissement d'approvisionnement d'eau, d'autres bombes tombent sur les quais, les installations du port, le centre-ville et le faubourg de Franken. La deuxième vague a lieu à une heure de l'après-midi et frappe encore le centre-ville et le faubourg de Franken. La troisième vague frappe immédiatement ensuite des objectifs civils.
L'attaque se termine à deux heures de l'après-midi. L'avertissement est officiellement levé peu après.
Ce sont 1 500 bombes explosives qui ont été jetées sur la ville, soit un total de 248 tonnes.

## Bilan

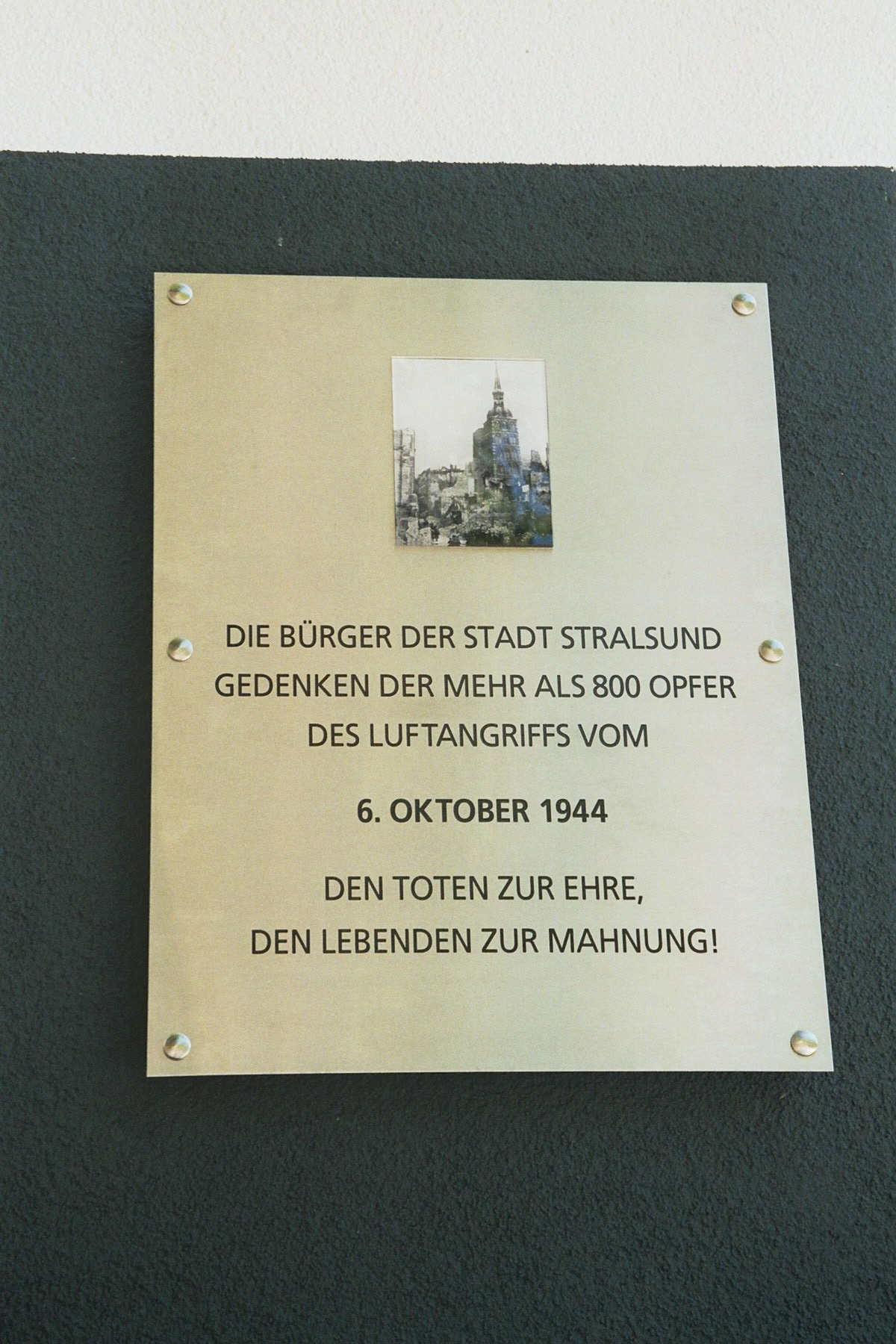
Plaque commémorative à l'hôtel de ville, apposée en 2004

Huit mille habitations ont été détruites, laissant entre douze et quatorze mille personnes sans toit. 385 bâtiments du centre-ville sont totalement détruits, dont la petite église du XVIIe siècle Saint-Jean, la porte de Sernlow, le palais Wrangel, les bâtiments historiques de la compagnie des marins. 19 % des édifices de la ville sont détruits et 47 % des capacités d'habitation. Les bombes incendiaires détruisent des rues entières par les flammes. Près de huit cents victimes sont à déplorer, y compris des travailleurs forcés russes. La plupart sont enterrés au cimetière central de Stralsund.
Les lignes téléphoniques sont rétablies le lendemain, l'électricité et l'approvisionnement en eau le surlendemain.